# 六本木クラス
『六本木クラス』（ろっぽんぎクラス）は、2022年7月7日から9月29日までテレビ朝日系「木曜ドラマ」枠にて放送されたリメイクテレビドラマ。主演は竹内涼真。

## 概要
チョ・グァンジン原作の漫画作品の日本（語）ローカライズ（翻案）である『六本木クラス〜信念を貫いた一発逆転物語〜』および、それをドラマ化した韓国ドラマ『梨泰院クラス』を原作翻案としている。
舞台をソウル・龍山区梨泰院から、日本の東京・六本木に移し、同作の脚本を手がけたグァンジン、ドラマの演出を手がけたキム・ソンユン、ドラマを制作したSLL、および原作漫画の版元であるカカオエンターテインメントがチームを組んでの全面協力のもと、連続ドラマとしては異例となる六本木での大規模な撮影に挑むことになる。
本作品では六本木にある居酒屋「二代目みやべ」の店長である宮部新が、日本最大の巨大外食産業である「長屋ホールディングス」の跡取り息子が引き起こしたある事件により窮地に追い込まれながらも、跡取り息子に罪を償わせ、巨大な権力を利用して事件を揉み消した会長とともに土下座させるために復讐していく姿を描く。
通常、「木曜ドラマ」枠の放映作品は10回前後（それ以下も多数あり）で放送されているが、本作品は同枠では異例となる1クール13回を使い切って放送された。

## あらすじ
2006年9月、高校3年生の宮部新は、日本最大の外食企業・長屋ホールディングス（長屋HD）に勤める父・宮部信二の本社栄転で府中に引越し、転校先の明城高校で長屋グループの御曹司・長屋龍河がクラスメイトをいじめていることを正義感から我慢できず、彼を殴り飛ばしてしまい転校初日に退学処分を言い渡される。
龍河の父で長屋HD会長・長屋茂から土下座をすれば退学処分を取り消すと持ち掛けられるも、新は自身の行動に対し信念を貫き、土下座を拒否し退学を受け入れる。父・信二も息子が信念に従う姿に誇らしさを感じ、20年間勤めていた会社を退職する。
新はその後、父とともに居酒屋を開業する準備を進めるが、オープンを前に交通事故で父を失う。その交通事故の加害者が龍河であることを、初恋の相手・楠木優香の証言から知った新は龍河を見つけ出し、事故の際、父を救命せず逃げたことを責め立て暴力を振るい、留置所へ送られる。再び長屋茂から土下座を条件に示談で手を打つと持ち掛けられるが、土下座すべきは父を死に追いやった龍河であるとそれを拒絶し、殺人未遂の罪で少年刑務所行きとなる。
2009年秋に出所後、長屋HDを倒し長屋茂へ復讐すると心に決めた新は工場勤務やマグロ漁船に乗り資金を稼ぎ、さらに7年後の2017年に六本木で「二代目みやべ」という小さな居酒屋を開き、仲間たちと共に下剋上を目指す。

## キャスト

### 主要人物
宮部新（）
演 - 竹内涼真
本作品の主人公。六本木にある居酒屋「二代目みやべ」の店長。父子家庭育ち。
人間関係に不器用だが、真っすぐな性格で、父から教えられた「信念を持って生きよ」を貫く。自身を絶望の淵に追いやった長屋会長とその息子・龍河に土下座をさせて罪を償わせるため、復讐を心に誓う。
かなりの頑固者であり、1度決めた自分の考えを曲げない。それゆえになかなか物事がすんなり進むことが無く、この性格が災いして幾度となく窮地に立たされることになる。
商売上の利益と相反する言動をすることも多く、その度に店の仲間たちを困らせる。基本的に善人であるが、時折暴力的な面が顔を見せたり物事を強引に進め妙にドライになったりと、長屋会長と似た部分が多々ある。
幼馴染の優香に15年思いを一途に寄せるも元々女性には積極的ではなく恋愛下手。そのためキスをしたことがないほどで周囲を驚かせる。

楠木優香（）
演 - 新木優子（幼少期：牧田花、中学時代：鎌田英怜奈）
新の同級生で初恋の人。幼少期に母親に捨てられ、長屋HDが資金援助する児童養護施設「ひかりの里」で育ち、支援の担当者であった宮部部長（新の父）とは親しい間柄であった。
後に長屋HDに就職、会長の長屋茂から信頼を得るが、自分を支援してくれた長屋HDへの恩義と、敵対する新との間で気持ちを揺さぶられる。
勝ち気な性格で、葵に「新は私のことが好きなの」と、事あるごとに自信と理解者であると断言する。

麻宮葵（）
演 - 平手友梨奈
IQ162でフォロワー76万人を持つインフルエンサー。
ニューヨーク帰りの帰国子女で、反社会的な行動や気質を特徴とするソシオパス。
自己中心的な性格で、周囲を敵に回す言動も多く問題を起こす。世の中に嫌気がさし、全てが面倒くさいと感じていたが、新に出会ったことで、人生が変わり始める。
「私がこの人を一流の男にする」と人生の目標に決め、母の願いだった大学卒業、大手企業就職、結婚の願いを裏切り、「二代目みやべ」にマネージャーとして就職する。

長屋龍河（）
演 - 早乙女太一
長屋茂の長男。新と優香の同級生。龍二の異母兄。新の父・信二を交通事故で死亡させた加害者。
長屋HDの後継者候補。父の権威をふりかざし、傍若無人にふるまうが、優香に恋心を抱いている。
後に家業の「長屋HD」で常務に就任する。

長屋茂（）
演 - 香川照之
新の宿敵。長屋HDの創設者にして会長。龍河と龍二の父。
激動の時代に長男として生まれるが、貧しさのあまり兄弟たちを餓死させてしまう。
二度と家族を飢えさせないと誓い長屋を一軒の定食屋から始め、日本の外食産業トップに育て上げ頂点に君臨する。
巨大コンツェルンを作り上げた外食業界の生ける伝説で、長屋HDに人生を捧げている。長屋の成長のためなら手段を選ばず、常に利益を追い求める非常に強欲な人物。好きな言葉は「弱肉強食」。
その卓越した経営センスには非情な部分も多く、利益に敏くスキャンダルは非合法な手を使ってでも強引に揉み消す。また、狙った獲物は逃がさず一度潰すと決めた相手は再起出来ないほど徹底的に叩きのめす。その豪腕な経営力で富、地位、名誉をほしいままにしてきたまさに権威に呑まれた外道。合理性よりプライドを優先したり「一番」にやたらと拘るなど頑固な面が強く、新と似た部分が多々ある。

### 二代目みやべ / 株式会社RC（六本木クラス）
新が六本木に開業した居酒屋。後に六本木の自由な雰囲気、同じクラスの仲間の意味を込め株式会社RC（六本木クラス）に法人化される。
内山亮太（）
演 - 中尾明慶
ホールスタッフ。短気で切れやすい性格だが、一本気で純朴な男。
元々チンピラだったが、少年刑務所で新と出会い、「自分の価値は自分で決めろ」と逆境にくじけない彼の姿に感化され、兄貴と慕うようになる。

綾瀬りく（）
演 - さとうほなみ（幼少期：小林優仁）
厨房担当。工場勤務時、ありのままの自分を受け入れてくれた新を慕い、作ったお弁当が美味しかったと新に褒められたことから「二代目みやべ」で働き始める。
生まれた時の身体的性は男性だが、性自認は女性というトランスジェンダー。
自分に自信がなく、夜六本木の街で独り夜な夜な泣く姿がある。しかし新や二代目みやべの仲間と成長し自分本来の姿と心に力を漲らせる。

長屋龍二（）
演 - 鈴鹿央士（幼少期：三浦綺羅）
長屋茂の次男。龍河とは異母弟。高校時代から葵に強い好意を抱く。
愛人との間に生まれた子どもであるため、家に居場所がなく、幼少期より龍河にいじめられていた。高校卒業とともに家を出てアルバイト生活を始める中、新と出会い、その生き方に衝撃を受ける。
事あるごとに葵を追いかけては突き放されるも諦めず、葵の言葉を信じて言う通りに生きる。

### 長屋ホールディングス
1985年起業。長屋茂が定食屋から一代で築き上げた日本最大の外食企業。
相川京子（）
演 - 稲森いずみ
専務。長屋茂と長屋HDを創業した相川伊之助の一人娘。
宮部家とは家族ぐるみの付き合いをする良好な関係であったことから、株式を保有する新と手を組む。

桜木幸雄（）
演 - 近藤公園
長屋茂の忠実な秘書。不穏な動きをする相川をマークする。

磯部佳奈子（）
演 - 太田奈緒（第4話 - ）
長屋茂のもう一人の秘書。長屋茂の動きを監視するための相川京子の密偵。

### その他
宮部信二（）
演 - 光石研
新の父。妻に先立たれ、男手ひとつで新を育てた。「ひかりの里」に支援で出入りし、優香から慕われ本当の娘のように可愛がっていた。
「長屋HD」を退職後、居酒屋の開店準備を進めていたが、龍河の起こした交通事故で死亡する。

松下博嗣（）
演 - 緒形直人
双葉署の刑事。数々の物証から龍河が新の父・信二の交通事故死の加害者であることを知りながら、署長から隠ぺいするよう圧力をかけられ、それに屈する。新が少年刑務所に入所したころに妻がひとり娘・未玖を残して亡くなっている。
その後警察を退職し、「二代目みやべ」に野菜を納入する筑波の農家「松下フーズ」に転身している。

桐野雄大（）
演 - 矢本悠馬
新の同級生。龍河にいじめられていたのを、義憤にかられた新に助けられるが、そのせいで新は転校初日に退学となる。
龍河に復讐しようと心に決めており、同じく長屋への復讐を誓う新と盟友関係となる。
凄腕のファンドマネージャーに成長し、新から預けられた資金（新の父・信二の生命保険金）を運用し、億単位に増額させる。

理沙ガルシア（）
演 - 田中道子（第3話 - ）
新や優香の行きつけのダイニングバー「Flecha verde」の店主。スペイン人の父と日本人の母を持つハーフ。感情が昂ぶるとスペイン語が出ることがある。

麻宮英里子（）
演 - 堀内敬子
葵の母親。バツイチのバリキャリ。優秀な娘・葵に自分が思い描く人生を歩ませようと支配する。

木野（）
演 - 松田賢二
新が少年刑務所で出会った無頼漢。刑務所内の親分的な存在であった。
「木野総建」をフロント企業に、クライアントからの依頼で金銭と引き換えに暴行や拉致などの犯罪行為を請け負う。

田辺弘子（）
演 - 倍賞美津子 （第7話・第10話・最終話）
謎の老婦人。六本木桜通りのビルを購入、移転した「二代目みやべ」に、場所が悪くて1年以内に潰れると忠告する。その正体は不動産業界の大物、不動産投資会社「THファンドマネジメント」の会長であり、長屋茂とは旧知の仲。

### ゲスト

#### 第1話
ホームレスの男性
演 - 有薗芳記
駅前で優香に募金を求めるが、振り払われてしまう。
安達健三
演 - 松本実
明城高校のクラス担任。龍河のいじめを知りながら、見て見ぬふりをしていた。
凪野敬司
演 - 越村公一
明城高校の校長。多額の寄付をする長屋茂に頭が上がらない。
塚本瑛翔（）
演 - 永山たかし
双葉署の刑事。信二の葬儀に松下とともに捜査に訪れる。

#### 第2話
大垣貴史
演 - 小須田康人
双葉署の署長。龍河が宮部信二の交通事故死に関わる加害者と知りながら、長屋に忖度し、松下に隠ぺいすることを強要する。
居酒屋の店主
演 - 國本鍾建
新が少年刑務所を出所後に入店した居酒屋「とんぼ」の店主。
佐伯瑠衣
演 - 東野絢香（第4話）
広尾学館高校3年B組の生徒。区長の娘。クラスメイトをいじめていた様子を葵に動画配信で拡散される。
葵の動画拡散が原因で退学となり、その恨みから「二代目みやべ」で葵たちが飲酒していたのを見かけて警察に通報した張本人だった。
佐伯雅美
演 - 阿南敦子
佐伯瑠衣の母親。娘のいじめを葵に動画配信されたことに怒り、葵を呼び出し平手打ちしていたところを新に制止される。
いじめっ子の女子高生
演 - 木村葉月（第4話）

篤志
演 - 町井祥真（第3話）
長屋龍二の先輩。龍二をクラブでの遊びに誘い、未成年の龍二、葵と「二代目みやべ」で飲酒する。
警察官
演 - 宮崎秋人（第3話）
六本木署の制服警官。未成年に酒を提供しているという佐伯瑠衣の通報で「二代目みやべ」を訪れ、新や葵たちを署に連行する。
龍二を引き取りに来た龍河の一言で「二代目みやべ」の営業停止をもみ消そうとするが、新に咎められる。

#### 第3話
立花健人
演 - 瀬戸利樹
帝東大学の学生。合コン相手の葵をものにしようとするが、葵に嫌われ侮辱されたことから平手打ちする。しかし、葵に背負い投げで逆襲され顔面に蹴りを入れられたため、激昂し葵を追い回す。葵が逃げ込んだ男性トイレに偶然居合わせた新に助けを求めたため、新からパンチを食らわされる。

#### 第4話
綾瀬麻紀（）
演 - 大網亜矢乃
りくの母親。幼いりくが髪飾りを付け鏡の前で微笑んでいる姿を見て、「女の子になりたいの？」と問いかける。

#### 第5話
楠木深雪
演 - 橘さおり
優香の母親。幼い優香を「ひかりの里」に預け、それ以来、彼女を迎えに来ることはなかった。
吉川莉緒
演 - 安山夢子
優香の中学時代のクラスメイト。養護施設で生活する優香に同情して食べ物や文具類を無償で与えるが、上から目線で優越感を味わうための行為と優香に捉えられ、プレゼントしたものを学校の便器にすべて廃棄される。
江森
演 - 舟木幸
優香の中学時代の担任。莉緒の好意を踏みにじった優香を職員室で注意する。
藤崎美佳
演 - 結城モエ
藤崎フーズの令嬢。龍河の見合い相手。
本城
演 - 永野宗典（第10話）
新と龍河が出演することになった太陽テレビの料理対決番組『三ツ星スタジアム』のテレビスタッフ。新が少年刑務所帰りであることを龍河がばらすと、新の番組出演をキャンセルする電話をかける。
美人料理人として番組で宣伝していたりくがトランスジェンダーとネットで知り、りくと新に表現に配慮が足りなかったと謝罪する。

#### 第6話
松下未玖
演 - 吉澤梨里花（第7話・第8話・最終話）
元刑事・松下博嗣のひとり娘。将来、警察官になる夢を持っている。

#### 第7話
密偵
演 - 酒井靖史
長屋の命令で相川京子を尾行していた密偵。盗撮に気づいた松下に捕まりカメラを取り上げられる。
カフェバーの女主人
演 - 前野恵
「二代目みやべ」が移転した桜通りのカフェバーの主人。新に店のビールサーバーを修理してもらう。
Le Masukawaの主人
演 - 細谷文昭
「二代目みやべ」が移転した桜通りのフレンチレストランの主人。新に店の看板を設置してもらう。

#### 第8話
弁護士
演 - 荒川浩平
葵の策略で宮部信二を交通事故で死亡させたことを自白し、書類送検された龍河を弁護するために雇われた弁護士。

#### 第9話
穂積ヒロト
演 - 坪倉由幸（我が家）（第10話・第11話）
『三ツ星スタジアム』の男性司会者。
結城真美
演 - 高見侑里（第10話・第11話）
『三ツ星スタジアム』の女性司会者。
平池誠
演 - 近江谷太朗（第10話・第11話）
長屋HDの料理長。『三ツ星スタジアム』の長屋からの出場者。
1回戦のマグロ料理対決で「二代目みやべ」のりくに敗れ2位通過となり、準決勝のキノコ料理対決でも敗れてしまう。
最終決戦の鶏肉料理でも、龍二がりくのジェンダー公表の偽装や、ブラインド試食の工作を仕掛けるが、りくに敗れ2位となる。
審査員
演 - 佐伯新（第11話）、小柳友貴美（第11話）、田代琴美（第11話）
『三ツ星スタジアム』の料理審査員たち。
冨田尚人
演 - 舟津大地（第10話・第11話）
太陽テレビのAD。
裁判長
演 - 川井つと
危険運転致死傷罪により被告人・長屋龍河を懲役6年に処するとの判決を言い渡す。
古関憲吾
演 - 夏生大湖（第10話）
投資会社「ゴールデンアースキャピタル」の社長。大学在学中に起業した若き天才投資家。
将来を嘱望し「二代目みやべ」への投資を申し出て、新からの希望額通り10億円を投資し、リード投資家となる。
しかし、突如投資を取りやめると断りを入れたことから、他の投資家やフランチャイズのオーナー応募者たちが不安視しだす。
裏で長屋茂に懐柔されて投資を引き揚げていた。

#### 第10話
フランチャイズオーナーの応募者たち
演 - 山田将行、金田誠一郎、藤倉みのり、八代崇司
「二代目みやべ」のフランチャイズオーナー募集に応募してきた人たち。「ゴールデンアースキャピタル」の投資引き上げに「二代目みやべ」での出店を不安視し、文句を言い始めるが、新から投資家の投資額でなく、店で提供する料理の味で応募を決めたはずだと説得される。
太陽テレビの女性職員
演 - 葉月ひとみ
テレビ局のトイレでりくを見かけ、りくをトランスジェンダーであることに好奇の目を向け、りくを動揺させる。

#### 第11話
医師
演 - 岩永ひひお
城都大学附属病院の医師。長屋茂はすい臓ガンで他の部位にもガンが転移し、抗がん剤や放射線治療も効果がないほど進行しており、余命半年と診断する。
矢野
演 -
「長屋HD」の社外取締役。長屋茂を会長に支持していることから、葵を後任のポストに送り込むために経費流用の噂を記事にされ失脚する。
「長屋HD」の役員
演 - 堤匡孝
退任した矢野社外取締役の後任候補を紹介する会合で、リストアップされた葵のプロフィールを読み上げる。

#### 第12話
佐竹英夫
演 - （第11話）
「長屋HD」の社外取締役の後任候補。葵の対抗馬。龍二の作戦でこれまで議決権を行使しなかった海外の株主が味方につき、取締役会で社外取締役に選任される。
看護師
演 - 猪爪尚紀
過労で入院中の葵を拉致するため、龍河に雇われた木野が送り込んだ手下。
病院の女性事務員
演 - こもりやさくら
過労で入院中の葵を見舞に訪れた龍二のため、葵の病室を調べる。
星川、兵藤
演 - 卯ノ原圭吾（第2話・第3話・最終話）、白石直也（最終話）
木野の子分。八王子のボールルーム「赤いピアノ」に葵を連れ戻しに現れた龍二を拉致する。
柄本
演 - 前田成壱
木野の子分。「木野総建」の事務所に忍び込んだ亮太を星川と共に暴行する。

## スタッフ
- 原作 
  - チョ・グァンジン（朝鮮語版）『六本木クラス〜信念を貫いた一発逆転物語〜』（ウェブ漫画アプリ「ピッコマ」掲載）
  - チョ・グァンジン（脚本） / キム・ソンユン（英語版）（演出）『梨泰院クラス』（テレビシリーズ / JTBC）
- 脚本 - 徳尾浩司
- ナレーター - 谷昌樹
- 音楽 - 髙見優
- 主題歌 - [Alexandros]「Baby's Alright」（UNIVERSAL J / RX-RECORDS）[68]
- 挿入歌
  - THE BEAT GARDEN「Start Over」（ユニバーサル シグマ）[69]
  - 松室政哉「ゆけ。」（AUGUSTA RECORDS）[69]
  - 三浦透子「点灯」（EMI Records）[70]
  - 秦基博「残影」（AUGUSTA RECORDS）[71]
- 演出 - 田村直己、樹下直美、本間美由紀、小野浩司
- ゼネラルプロデューサー - 横地郁英（テレビ朝日）
- プロデューサー - 大江達樹（テレビ朝日）、西山隆一（テレビ朝日）、菊池誠（アズバーズ）、Hyunwoo Thomas Kim（KROSS PICTURES）
- 制作協力 - アズバーズ
- 制作著作 - テレビ朝日、Kakao Entertainment、KROSS PICTURES（英語版）、SLL（英語版）

## 放送日程
| 各話                                                                        | 放送日  | ラテ欄                                                                 | 演出       | 視聴率 |
| --------------------------------------------------------------------------- | ------- | ---------------------------------------------------------------------- | ---------- | ------ |
| 第1話                                                                       | 7月07日 | 世界的大ヒット原作ドラマ化!! 愛か復讐か 必ず土下座させる!!             | 田村直己   | 09.6%  |
| 第2話                                                                       | 7月14日 | 反撃編がスタート!! 父を殺した黒幕と再会 初恋の人が裏切り!?             | 田村直己   | 08.6%  |
| 第3話                                                                       | 7月21日 | 父の仇だ! 貧乏店主の逆襲!! 裏切りの女の戦い!?                          | 田村直己   | 07.0%  |
| 第4話                                                                       | 7月28日 | 奇跡の唐揚げで宿敵ぶっ潰す!! 涙の試食                                  | 樹下直美   | 08.1%  |
| 第5話                                                                       | 8月04日 | 宿敵父子が初来店!! 復讐の土下座ランチ                                  | 樹下直美   | 09.1%  |
| 第6話                                                                       | 8月11日 | 六本木追放!! 逆転へ切り札は土下座刑事                                  | 樹下直美   | 09.2%  |
| 第7話                                                                       | 8月18日 | 宿敵が葵を引抜き!? 逆転の新会社誕生!!                                  | 本間美由紀 | 09.3%  |
| 第8話                                                                       | 8月25日 | 父の仇…復讐完結!! 宿敵親子が涙の謝罪                                   | 田村直己   | 10.0%  |
| 第9話                                                                       | 9月01日 | 復讐はラストステージへ!! 10億円料理対決…涙の告白                       | 本間美由紀 | 10.2%  |
| 第10話                                                                      | 9月08日 | 宿敵とついに決勝戦 百億円の料理バトル!! 卑劣な裏切り…救世主 熱海の女!? | 小野浩司   | 09.9%  |
| 第11話                                                                      | 9月15日 | 最終決戦!! 余命半年 激変の4年後…2022年 最後の刺客は葵!? 三角関係が決着 | 樹下直美   | 09.9%  |
| 第12話                                                                      | 9月22日 | 最終章! 父の仇…16年かけた復讐が完結!! 永遠の別れ…命がけ愛の救出劇!!    | 田村直己   | 09.9%  |
| 最終話                                                                      | 9月29日 | 最終回! 愛と復讐… 今夜、すべてが完結!! 涙の土下座                      | 田村直己   | 10.7%  |
| 平均視聴率 9.3%（視聴率はビデオリサーチ調べ、関東地区・世帯・リアルタイム） |         |                                                                        |            |        |

- 初回・最終話は21時 - 22時4分の10分拡大放送。
- 第2話・第9 - 12話は21時 - 22時の6分拡大放送。

## 作品の評価
- 第1話放送後にアジアの各地域を中心に番組購入の問い合わせが殺到したことを受けて、海外でも放映することが決定している。原作の制作国である韓国[注釈 2]を始め、香港やマカオ、台湾では独占配信。タイや北米（アメリカ・カナダ）地域でも展開する予定となっている[75]。

## その他
- ドラマ特製から揚げ第1弾として、第1話に登場する「長屋ホールディングス」原点の味「しょうが味噌から揚げ」が、から揚げ専門店「から揚げの天才」とのコラボで2022年7月8日から10月31日までの間、1個150円で実際に発売された[76]。
- ドラマ特製から揚げ第2弾として、第4話で「二代目みやべ」の新名物メニューとして登場した「二代目みやべ特製にんにくコーラから揚げ」が「から揚げの天才」の店舗や、『テレビ朝日・六本木ヒルズ SUMMER STATION』会場内の「SUMMER STATION グルメキッチン」にて同年7月29日より販売されている[77]。
- ドラマ特製から揚げ第3弾として、第11話の料理対決番組『三ツ星スタジアム』で「二代目みやべ」を優勝に導いた「わたあめレモンソースがけから揚げ」が2022年9月16日から「から揚げの天才」の店舗で販売されている[78]。
- 2022年9月3日にさいたまスーパーアリーナで開催された『第35回 マイナビ 東京ガールズコレクション 2022 AUTUMN/WINTER』でTHE BEAT GARDENが本作品のドラマ挿入歌「Start Over」をライブで熱唱するなか、竹内、新木、平手の主要キャスト3人がランウェイに登場した[79]。
- 動画配信ではテレビ朝日傘下の定額制動画配信サービス「TELASA」において、本編ならびにディレクターズカット版などが配信されるのに加えて、原作の配信元であるNetflixでも放送翌日の0時から本編の見逃し配信[注釈 3]。テレビ朝日制作のドラマ作品が同サービスにて配信されるのは本作品が初となる[80]。
- 群馬県邑楽郡千代田町の群馬東部水道企業団東部浄水場が撮影に使用された[81]。

## 配信コンテンツ
『ウラ六本木クラス』（ウラろっぽんぎクラス）のタイトルで、ドラマ制作の裏側を描くオリジナルコンテンツを2022年7月21日の本編第3話の放送終了後からTELASAにて配信していた。
本編に出演するキャストにドラマファンであるゲストタレントが直撃し、制作の裏話などを聞き出すトークショー形式のコンテンツとなっている。

### 出演者
第1回
- 竹内涼真（第2回 - 第6回）

第3回
- 新木優子（第4回 - 第6回）
- 鈴鹿央士（第4回 - 第6回）

第4回
- 平手友梨奈（第5回・第6回）
- 早乙女太一（第5回・第6回）

第6回
- さとうほなみ

### ゲスト
第1回
- 屋敷裕政（ニューヨーク）（第2回）

第3回
- 坪倉由幸（我が家）(第4回・第5回)

### 配信日程
| 各回  | 配信日  | サブタイトル                                                   |
| ----- | ------- | -------------------------------------------------------------- |
| 第1回 | 7月21日 | ニューヨーク屋敷が竹内涼真に突撃! 六本木クラスのウラ側〜前編〜 |
| 第2回 | 8月04日 | ニューヨーク屋敷が竹内涼真に突撃!六本木クラスのウラ側～後編～  |
| 第3回 | 8月25日 | から揚げランキング                                             |
| 第4回 | 9月01日 | スタッフからのタレコミトーク・前編                             |
| 第5回 | 9月15日 | スタッフからのタレコミトーク・後編                             |
| 第6回 | 9月29日 | クランクアップ集                                               |

## 漫画
ドラマの原作であるKwang jinによる漫画『梨泰院クラス』を邦訳し『六本木クラス〜信念を貫いた一発逆転物語〜』のタイトルで「ピッコマ」（カカオピッコマ）にて2017年12月より連載された。単行本のタイトルは『六本木クラス』。
- Kwang jin（朝鮮語版）『六本木クラス』扶桑社〈単行本〉、全8巻
  1. 2022年7月4日発売[87]、ISBN 978-4-594-09177-4
  2. 2022年7月4日発売[88]、ISBN 978-4-594-09178-1
  3. 2022年7月26日発売[89]、ISBN 978-4-594-09187-3
  4. 2022年7月26日発売[90]、ISBN 978-4-594-09188-0
  5. 2022年8月18日発売[91]、ISBN 978-4-594-09189-7
  6. 2022年8月18日発売[92]、ISBN 978-4-594-09190-3
  7. 2022年9月12日発売[93]、ISBN 978-4-594-09191-0
  8. 2022年9月12日発売[94]、ISBN 978-4-594-09192-7

## 朗読劇
原作漫画を基に、韓国コンテンツを取り上げるKADOKAWAが主催するイベント「MEET-K 2021 IN SAKURA TOWN～韓国オンライン漫画編～」（会場：ところざわサクラタウン）にて、2021年10月23日に朗読劇を公演。全2公演。
キャスト
- 宮部新 - 阿座上洋平
- 麻宮葵 - 富田美憂
- 金城龍河 - 水中雅章
- 楠木優香 - 髙橋ミナミ
- 金城龍二 - 海渡翼
- 金城茂 - 松山鷹志
- アンサンブル - 岡哲也

スタッフ
- 原作 - Kwang Jin『六本木クラス』（KAKAO WEBTOON Studio / piccoma）
- 脚本・演出 - 藤原新太（オープンロード/TEAM花時。）
- 脚本協力 - オープンロード
- 協力 - ピッコマ
- 制作 - ソニーPCL
- 主催 - KADOKAWA